# أربورغ
أربورغ (بالآيسلندية: Árborg)‏ مدينة في آيسلندا.

## مدن شقيقة
- سافونلينا، فنلندا.[2]
- آرندال، النرويج.[3]
- كالمار، السويد.[4]